# Cultura Tres

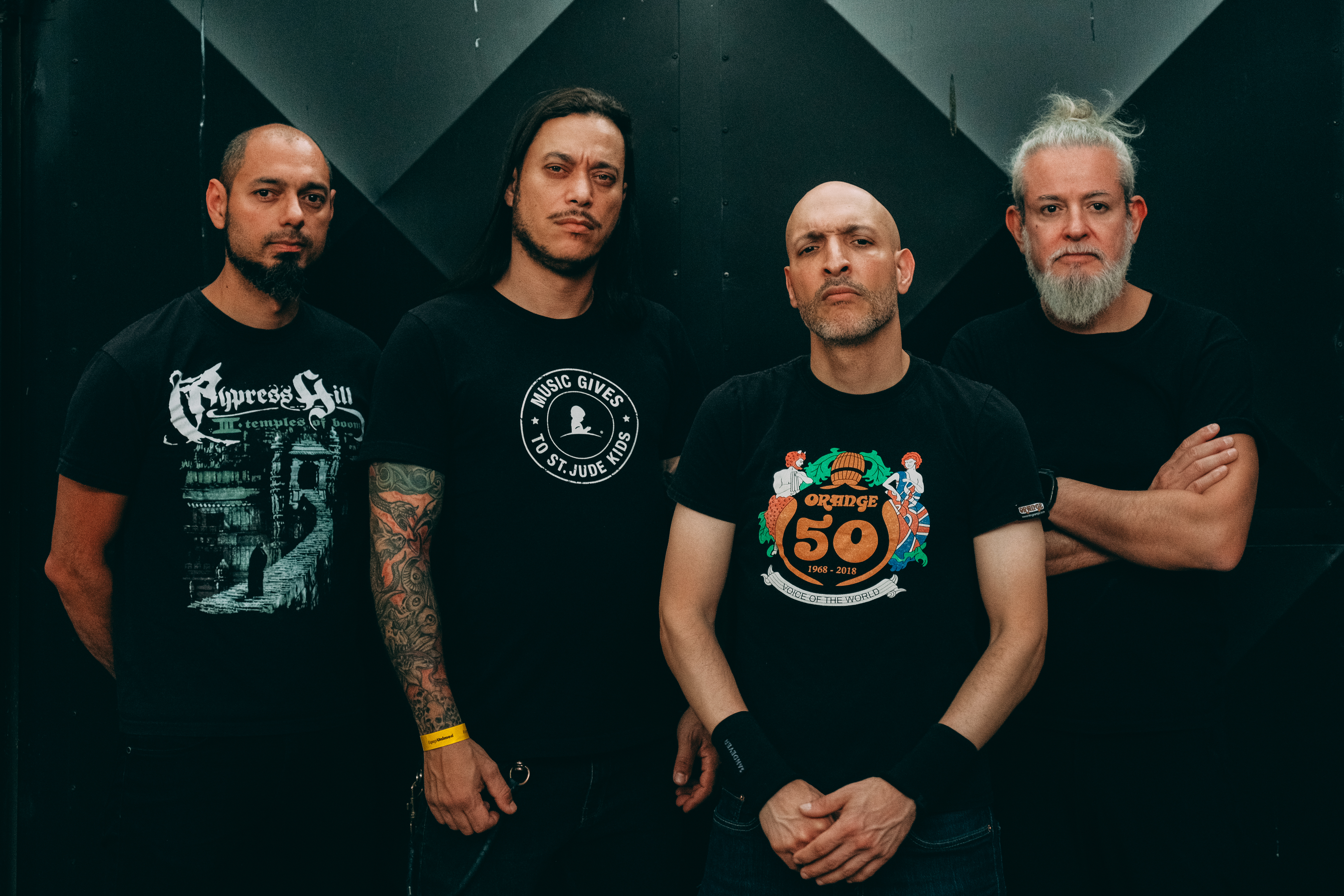
De derecha a izquierda: Juan Manuel de Ferrari Montoya, Henrique Pucci, Alejandro Londono Montoya, Paulo Xisto Pinto Jr

Cultura Tres es una banda de sludge metal/progrock de Maracay, Venezuela. El sonido de la banda a menudo se describe como una mezcla única entre sludge metal, psychedelic metal, así como doom e influencias sudamericanas. La banda se formó en 2006 y ha lanzado un EP y tres álbumes hasta el momento. La banda ha sido entrevistada a menudo en medios de comunicación estadounidenses y europeos sobre sus raíces sudamericanas y su ética de producción independiente en la realización de sus audiovisuales: los miembros de la banda graban, mezclan y masterizan sus propios álbumes, además de grabar y editar sus propios videoclips.